# Tiéna Coulibaly
Pour les articles homonymes, voir Coulibaly.
Tièna (parfois orthographié Tiénan) Coulibaly, né vers 1952 à Boré (Cercle de Douentza, Mali), est un homme politique malien.

## Biographie
Après des études primaires à Douentza et secondaire à Bamako, Tièna Coulibaly poursuit des études universitaires au Canada à l'Université Laval à Québec où il obtient un diplôme d'agro-économie puis à l'Université Purdue dans l'État d'Indiana aux États-Unis où il obtient un Master of Sciences en agro-économie.
Entre 1981 et 1987, il est conseiller technique au ministère de l'Élevage puis entre 1987 et 1988 directeur général adjoint de la Société libyo-malienne de développement de l’élevage.
En 1988, il est nommé ministre des Finances et du Commerce sous le régime de Moussa Traoré.
Après la chute du régime autoritaire, Tièna Coulibaly est arrêté et finalement acquitté en 1993 lors du procès des « crimes de sang ».
En 2001, Tièna Coulibaly est nommé conseiller technique à la Mission de restructuration du secteur coton (MSRC). Il devient en novembre 2008 président directeur général de la Compagnie malienne de développement des textiles du Mali (CMDT), poste qu'il occupe jusqu'à sa nouvelle nomination au gouvernement.
Le 25 avril 2012, il est nommé ministre de l'Économie, des Finances et du Budget dans le Gouvernement de Cheick Modibo Diarra. Il est reconduit dans ce poste dans le gouvernement d'union nationale de Cheick Modibo Diarra le 20 août 2012 et dans le Gouvernement Diango Cissoko du 15 décembre 2012.